# Эчеверрия, Аквилео

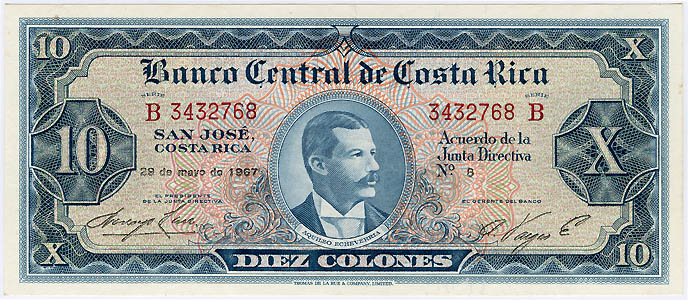
Банкнота Коста-Рики достоинством 10 колонов с изображением Аквилео Эчеверрии, 1967.

Адольфо Долорес Аквилео де ла Тринидат Эчеверрия Зеледон (исп. Aquileo Echeverría; 22 мая 1866, Сан-Хосе (Коста-Рика) — 11 марта 1909, Барселона) — коста-риканский политик, писатель
, поэт, журналист, редактор, дипломат. Внёс важный вклад в литературу Коста-Рики. Считается национальным поэтом Коста-Рики.

## Биография
В юности много путешествовал по Латинской Америке, познакомился с никарагуанским поэтом Рубеном Дарио, оказавшим на него большое влияние.
Слушал лекции в Национальном институте. Принимал участие в военной экспедиции против президента Гватемалы Барриоса Ауйона. Наладив хорошие отношения с президентом генералом Карденасом, некоторое время жил в Никарагуа, служил в правительстве этой страны. Участвовал в политической жизни, был членом Либеральной партии. Дипломат, в 1887 году был назначен атташе посольства Коста-Рики в США, в последующие годы путешествовал и работал в Сальвадоре и Гватемале.
Сотрудничал с различными изданиями, был многолетним редактором ежедневной газеты «La Patria»ю
Модернист. Автор ряда книг и сборников стихов «Romances» (1903) и «Concherías» (1905), а также посмертно опубликованных «Poesía, concherías y epigramas» (1918), «Crónicas y cuentos míos» (1934) и др. Считается одним из самых видных поэтов Коста-Рики, национальным поэтом. Его ценят за большую лирическую чувственность и пронзительный характер его произведений. Его произведения отражают жизнь, мысли, обычаи и язык коста-риканских крестьян. Упоминается среди зачинателей детской литературы Коста-Рики.
В конце жизни тяжело заболел, благодаря помощи Коста-риканского конгресса в 1908 году отправился на лечение в Париж. Умер в Барселоне.

## Избранная библиография
- Romances (1903)
- Romances and miscellaneous
- Concherías (1905)
- Poetry, concherías and epigrams (1918)
- Chronicles and my stories (1934)
- Concherías, romance and epigrams (1950)
- Concherías, ballads, epigrams and Other Poems (1953)

## Память
- Его изображение помещено в 1951, 1962 и 1967 годах на одну из банкнот страны.
- Удостоен звания Заслуженный перед Отечеством (исп. Benemérito de la Patria).
- В 1961 году учреждена ежегодная Национальная премия Аквилео Эчеверриа за создание произведений в области поэзии, прозы, театра, истории, пластики и музыки.